# اچیلس (ویرجینیا)
اچیلس، ویرجینیا (به انگلیسی: Achilles, Virginia) در ایالات متحده آمریکا است که در ویرجینیا واقع شده‌است.

## خصوصیات
اچیلس ۰٫۹۱ متر بالاتر از سطح دریا واقع شده‌است.